# Hosťová
Hosťová este o comună slovacă, aflată în districtul Nitra din regiunea Nitra. Localitatea se află la altitudinea de 195 m deasupra n.m., se întinde pe o suprafață de 4,78 km2 și în 2017 număra 377 de locuitori.

## Istoric
Localitatea Hosťová este atestată documentar din 1232.

## Demografie
| An:                | 1994 | 2004   | 2014   | 2024    |
| ------------------ | ---- | ------ | ------ | ------- |
| Număr de persoane: | 390  | 368    | 373    | 428     |
| Diferență:         |      | −5,64% | +1,35% | +14,74% |

| An:                | 2023 | 2024   |
| ------------------ | ---- | ------ |
| Număr de persoane: | 433  | 428    |
| Diferență:         |      | −1,15% |